# ダオルン・チュワタナ
ダオルン・チュワタナ（泰: ดาวรุ่ง ชูวัฒนะ、英: Daorung Chuvatana、男性、1969年4月1日 - ）は、タイの元プロボクサー。ウッタラディット県出身。元WBA世界バンタム級王者。ダオルン・MPペトロリアム (ดาวรุ่ง เอ็มพีปิโตรเลี่ยม, Daorung MP-Petroleum)、ダオルン・チョーシリワット (ดาวรุ่ง ช.ศิริวัฒน์, Daorung Chor Siriwat) とも。

## 来歴
1985年10月4日、バンコクでのプロデビュー戦に2RKO勝利を収めた。
1987年4月9日、タノムサク・シスボーベーが返上して空位となったタイフライ級王座を決定戦で争い、判定負けとなった。同年7月1日には元IBF世界フライ級王者の鄭飛源（韓国）に10R判定負け、8月31日にはタイフライ級王座に挑戦して判定負けを喫し、2連敗となった。1988年1月8日、再び空位となったタイフライ級王座を3RKO勝利により獲得。1989年11月27日、タイバンタム級王座に挑戦し、判定勝利で同王座を獲得した。1990年6月17日、OPBF東洋太平洋バンタム級王者の李恩植（韓国）とノンタイトル10回戦を行い、8RKO負けとなった。
タイバンタム級王座を2度防衛後の1991年10月5日、韓国・仁川広域市で閔泳干（韓国）の持つOPBF東洋太平洋バンタム級王座に挑戦し、7R負傷判定勝利により同王座を獲得した。この頃はリングネームをダオルン・チュワタナとしていた。タイ王座は3度、OPBF王座は2度防衛した後に返上した。
1994年7月16日、ウッタラディットでジョン・マイケル・ジョンソン（アメリカ）の持つWBA世界バンタム級王座に挑戦し、初回TKO勝利を収めて同王座を獲得した。同年11月20日、チェンマイで高仁植（韓国）を迎えて初防衛戦を行い、5R負傷判定勝利となった。1995年5月27日、バンコクでラクヒン・CPジム（タイ）を迎えて2度目の防衛戦を行い、三者三様（114-115、115-115、116-114）の判定引分で王座を守った。同年9月17日、ノンタブリーでウィラポン・ナコンルアンプロモーション（タイ）を迎えて3度目の防衛戦を行い、1-2（113-118、114-117、115-114）の判定負けを喫し、王座を失った。この頃はリングネームをダオルン・MPペトロリアムとしていた。1996年4月7日、後のOPBF東洋太平洋バンタム級王者ジェス・マーカ（フィリピン）との2度目のノンタイトル10回戦に再び判定勝利し、次戦で初回TKO勝利を収めて再起4連勝 (3KO) となった。
1996年10月27日、ウィラポンを破ってWBA世界バンタム級王者となったナナ・コナドゥ（ガーナ）にバンコクで挑戦し、9回3-0の負傷判定勝利により同王座を再獲得した。この頃はリングネームをダオルン・チョーシリワットとしていた。翌1997年5月15日、フェリックス・マチャド（ベネズエラ）に2-1（114-113、115-113、113-115）の判定勝利を収めて初防衛に成功した。同年6月21日、フロリダ州タンパのUSFサン・ドームで2度目の防衛戦としてナナ・コナドゥと再戦。韓国以外では自身初となったこの試合で7回TKO負けを喫して王座を失い、現役を引退した。

## 獲得タイトル
- タイフライ級王座
- タイバンタム級王座（防衛3度=返上）
- 第26代OPBF東洋太平洋バンタム級王座（防衛2度=返上）
- WBA世界バンタム級王座（防衛2）
- WBA世界バンタム級王座（2期目:防衛1）